# Vlag van Airai

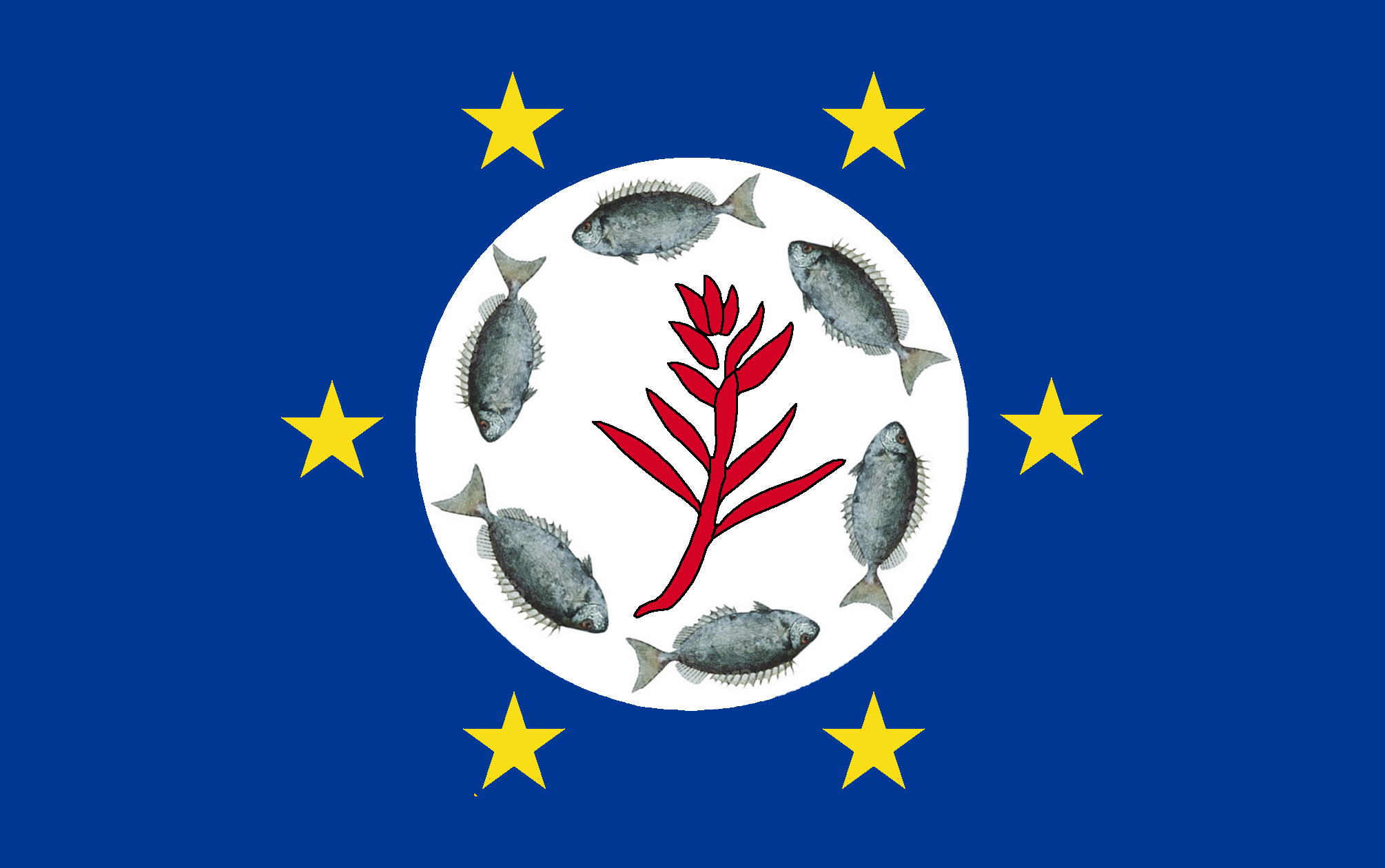
Vlag van Airai

De vlag van Airai bestaat uit blauw, met een witte schijf omringd door zes gele vijfpuntige sterren en met zes vissen rond een takje rode tiplant. De blauw veld staat voor de oceaan en de witte cirkel voor vrede. De zes sterren staan voor de zes gehuchten van Airai en de zes vissen voor de zes stamhoofden. In het midden staat een tiplant.